# The Penalty (curtmetratge de 1912)
The Penalty de Thomas H. Ince és un curtmetratge ambientat en el salvatge oest.

## Altres crèdits
- Color: blanc i negre
- So: muda
- Negatiu: rodada en 35 mm en un format gran 1.37:1